# Escuadrón de Exploración de Caballería Paracaidista 4
El Escuadrón de Exploración de Caballería Paracaidista 4 "Centauros del Aire" (Esc Expl C Parac 4) es una subunidad independiente de caballería del Ejército Argentino con asiento de paz en la guarnición militar de Córdoba y con dependencia orgánica de la IV Brigada Aerotransportada.

## Reseña
Creado el 21 de enero de 1978, este elemento único en el arma de caballería se halla en la guarnición militar de Córdoba, cuna del paracaidismo, organizado como elemento de exploración de la gran unidad de combate.
En la Guerra de las Malvinas, cumplido el alistamiento, la subunidad avanzó a la zona de concentración de Comodoro Rivadavia, y constituyó las Fuerzas de Tareas "Rayo" y "Trueno" junto con el Regimiento de Infantería Aerotransportado 2 y Regimiento de Infantería Aerotransportado 14, y otros elementos de la gran unidad de combate. Ambas FFTT en espera de eventual empleo como reserva estratégica militar.
En la actualidad la subunidad mantiene su despliegue en Córdoba y dependencia orgánica de la IV Brigada Aerotransportada, cumpliendo con su cometido de adiestramiento para la guerra. Se halla equipado con una dotación de Polaris MRZR 4x4 de origen estadounidense adquirida en 2015.